# Пинчон, Томас
То́мас Ра́гглз Пи́нчон-мла́дший (англ. Thomas Ruggles Pynchon, Jr., род. 8 мая 1937) — американский писатель, ведущий представитель постмодернистской литературы второй половины XX века. Обладатель Фолкнеровской премии за лучший дебют (1963), лауреат Национальной книжной премии (1973).

## Биография
Томас Рагглз Пинчон-младший родился 8 мая 1937 года в небольшом городе Глен-Ков на северном побережье Лонг-Айленда, штат Нью-Йорк. По окончании школы в 1953 году Пинчон поступил в Корнеллский университет, где изучал прикладную физику. На втором году обучения он покинул университет и отправился служить в военно-морской флот США, что впоследствии сильно отразилось на его творчестве. Вернувшись в Корнелл в 1957, Пинчон сменил свою специализацию на английскую литературу. Не исключено, что он посещал лекции Владимира Набокова, преподававшего там в это время, однако в одном своём интервью Набоков утверждает, что не помнит такого студента. Свой первый рассказ «Мелкий дождь» Пинчон опубликовал в местном издании Cornell Writer в мае 1959-го, в июне того же года он получил степень бакалавра и покинул университет.
С 1960 по 1962 год Пинчон работал в Сиэтле на корпорацию Boeing, занимаясь составлением технической документации. В течение этого времени он опубликовал несколько рассказов и активно трудился над своим первым романом «V.». Вышедшая в 1963 году книга принесла Пинчону Фолкнеровскую премию за лучший дебют и принесла автору известность.
Пинчон далёк от публичности. Известны лишь его фото, сделанные в юности (1950-е годы), и не существует ни одного официального и достоверного фото более позднего времени.
В 2002 году вышел документальный фильм «Томас Пинчон: Путешествие в сознание П.», создатели которого попытались пролить свет на личность автора.
В 2004 году Томас Пинчон озвучивал самого себя в двух эпизодах мультсериала «Симпсоны». Голос писателя можно также услышать в официальном книжном трейлере к роману «Внутренний порок» 2009 года.